# Óxido de manganês(II,III)
Óxido de manganês(II,III) é o composto químico com a fórmula Mn3O4. O manganês está presente em dois estados de oxidação, +2 e +3 e a fórmula é algumas vezes escrita como MnO.Mn2O3. Mn3O4 é encontrado na natureza no mineral hausmanita.